# Roberta Moretti Avery
Roberta de Melo Moretti Avery (nascida em 9 de julho de 1985) é uma jogadora de críquete brasileira e Presidente da Confederação Brasileira de Cricket.